# Tyndrum
Tyndrum (taɪnˈdrʌm) ist ein Dorf in Schottland. Sein gälischer Name Taigh an Droma bedeutet Haus auf dem Bergrücken. Es liegt im weiten Hochtal Strath Fillan am Südende des Rannoch Moor, unterhalb des 1130 m hohen Ben Lui.

## Geschichte
Der Überlieferung nach liegt Tyndrum in der Nähe des Schlachtfelds von Dalrigh. Robert the Bruce soll dort, auf dem Rückzug, nachdem er bei Methven von den Engländern geschlagen worden war, vom Clan MacDougall angegriffen worden sein und eine weitere Niederlage erlitten haben.
Tyndrum ist ein ehemaliges Bergbau-Zentrum. Der Weiler Clifton ist eine Reihe von ehemaligen Bergarbeiter-Hütten entlang der A82. Oberhalb dieser Siedlung liegen Abraumhalden einer ehemaligen Bleimine. Die Goldmine von Beinn Chùirn liegt 3 km südwestlich von Tyndrum bei der Cononish Farm. Die Mine lag mangels Rentabilität still. Angesichts des hohen Goldpreises ist geplant (Stand 2011), sie wieder zu eröffnen. Die Mine soll 53 Menschen beschäftigen und binnen 10 Jahren mehr als vier Tonnen Gold und 16 Tonnen Silber fördern.

## Verkehr
Das Dorf liegt an einem Verkehrsknotenpunkt. Rund 8 km südlich gabelt die West Highland Line der Eisenbahn in einen Zweig nach Fort William und einen nach Oban. Tyndrum hat daher zwei Bahnhöfe, Upper Tyndrum am Fort-William-Zweig und Lower Tyndrum am Oban-Zweig. Die beiden Bahnhöfe liegen zu Fuß nur wenige hundert Meter auseinander, mit der Bahn beträgt die Entfernung jedoch rund 16 km. Tyndrum ist die kleinste Siedlung im Vereinigten Königreich mit mehr als einer Bahnstation. Dies ist zum einen der Geschichte der schottischen Eisenbahnen geschuldet, weil zwei Schienenstrecken zweier verschiedener Eisenbahngesellschaften durch den Ort gelegt wurden. Zum anderen folgen die beiden Linien der örtlichen Topografie: Durch die Verzweigung bei Crianlarich können die beiden Linien dem Verlauf der Täler folgen und müssen keine steilen Steigungen überwinden.
Die Straßen folgen ebenfalls dieser Teilung. Die A82 von Glasgow nach Fort William verläuft durch Tyndrum; die A85 nach Oban zweigt nördlich des Ortes ab.

## Tourismus
Tyndrum ist ein populäres Ziel von Touristen. Es liegt am West Highland Way. Wanderer und andere Touristen finden Unterkunft auf dem Campingplatz, im Hotel, einer Herberge oder in einem der Bed and Breakfasts.